# Boulonnais (torpilleur)
Pour les articles homonymes, voir Boulonnais (homonymie).
Le Boulonnais est un torpilleur de la classe L'Adroit construit pour la marine française dans les années 1920.

## Conception et description
La classe L'Adroit était une version légèrement agrandie et améliorée de la classe Bourrasque précédente. Les navires avaient une longueur totale de 107,2 m, un maître-bau de 9,9 m et un tirant d'eau de 3,5 m. Les navires déplaçaient 1 380 t à charge standard et 2 000 t à pleine charge. Ils étaient propulsés par deux turbines à vapeur à engrenages, chacune entraînant une hélice, utilisant la vapeur fournie par trois chaudière à trois tambours Du Temple. Les turbines d'une puissance de 33 000 ch, le propulsait à 33 nœuds (61 km/h) tout en transportant 386 t de mazout, leur donnant un rayon d'action de 3 000 milles marins (5 556 km) à 15 nœuds (28 km/h).
L'armement principal se composait de quatre canons de 130 mm modèle 1924 en affût simple, une tourelle superposée à l'avant et à l'arrière de la superstructure. Leur armement anti-aérien se composait de 2 affuts simple de 37 mm modèle 1925. Ils étaient également équipés de deux plateformes triples de tubes lance-torpilles de 550 mm, une double rampe de grenades anti-sous-marine s'ouvrant au cul du bâtiment ; ceux-ci abritaient un total de seize charges de 200 kg. En outre, deux lanceurs de charge de profondeur furent ensuite installés pour un approvisionnement de six charges de 100 kg.

## Construction et carrière
Le Boulonnais est mis sur cale le 4 mai 1926, lancé le 1er juin 1927 et achevé le 25 juin 1929. Il est coulé le 8 novembre 1942 au large de Casablanca, au Maroc français, pendant la bataille navale de Casablanca par le croiseur lourd Augusta ou le croiseur léger Brooklyn  de la marine américaine.